# Meister des Schlutuper Altars

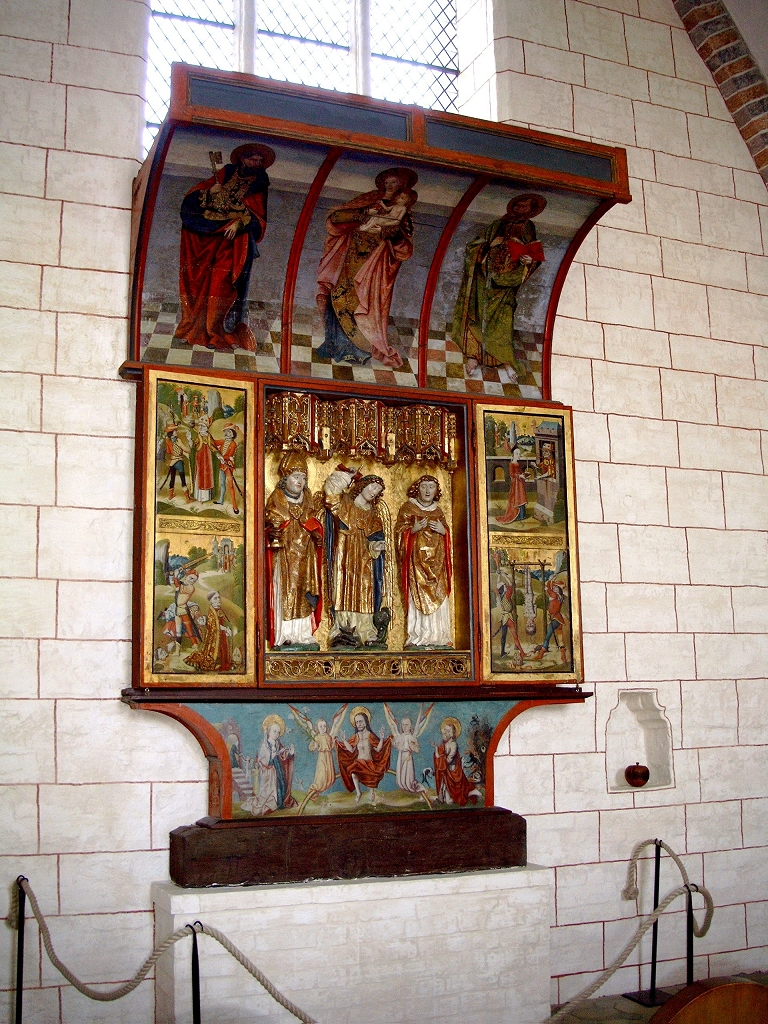
Meister des Schlutuper Altars: St.-Blasius-Altar in Burg auf Fehmarn, 1513

Meister des Schlutuper Altars ist ein kunstwissenschaftlicher Notname und bezeichnet einen unbekannten niederdeutschen Bildschnitzer des Spätmittelalters, der Ende des 15. und Anfang des 16. Jahrhunderts in seiner Werkstatt in Lübeck tätig war.

## Namensgebung

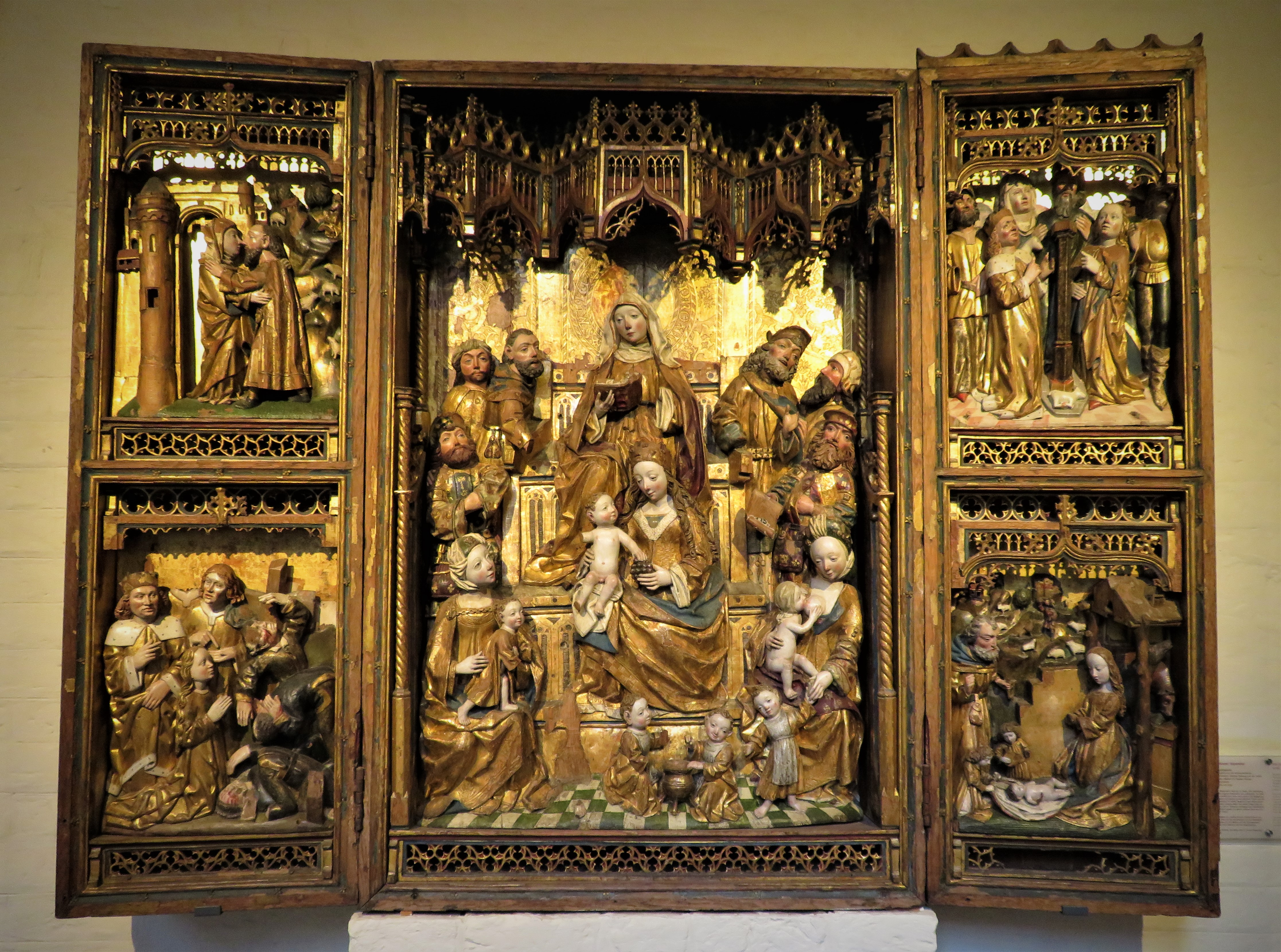
Sog. Schlutuper Altar

Der Meister des Schlutuper Altars bekam seinen Namen im 20. Jahrhundert. Er wurde benannt nach dem um 1500 datierten Schlutuper Sippenaltar. Der heute so genannte Altar im Bestand des St.-Annen-Museums zeigt Szenen der weiteren Familie Jesu, der Heiligen Sippe. Er enthält zwei eigentlich nicht zugehörige Flügelreliefs mit Szenen aus den Leben der Hl. Katharina von Alexandrien (um 1480/90), die vermutlich von Carl Julius Milde eingefügt wurden. Der Altar stammt aus der Katharinenkirche und ist vermutlich mit dem dort belegten Annenaltar der Marienbruderschaft der Musikanten und Spielleute identisch. Zu einem unbekannten Zeitpunkt wurde der Altarschrein in die Schlutuper St.-Andreas-Kirche abgegeben und gelangte von dort vor 1847 in die Sammlung des Museums.

## Kunstgeschichtliche Einordnung
Nach der kunstgeschichtlichen Einordnung stammen die Bildschnitzereien vom Meister des Schlutuper Altars aus dem Umkreis des Henning von der Heyde, die Malereien aus dem Umkreis von Bernt Notke. In der Zeit der Entstehung des Altars verzichteten die ausführenden Künstler oftmals auf eine Signatur ihrer Werke. Die Kunstgeschichte versucht daher einem charakteristischen Werk eines Künstlers, wie hier dem namensgebenden Altar, weitere Werke aufgrund der künstlerischen Handschrift zuzuordnen.

## Werke
Dem Meister des Schlutuper Altars sind folgende Werke zuzuordnen:
- Als Gehilfe von Henning von der Heyde Zusammenarbeit (und zwar die Flügelreliefs) mit dem Meister des Altars von Arboga am Lübecker Fronleichnamsaltar von 1496.
- die drei Altäre aus Västerljung, Osterhaninge und Vägnhärad im Museum von Strängnäs in Schweden,
- der Altar von Storkyro in Finnland.
- der Altar Stiftskirche von Bützow in Mecklenburg von 1501 (siehe auch: Meister des Bützow-Altars).
- der Altar aus Andenes im Museum von Tromsø.
- der Altar der Gertrudenbruderschaft der Träger von 1509 aus der Maria-Magdalenenkirche (Burgkirche) in Lübeck, heute im St. Annen-Museum.
- der Altar mit St. Blasius, St. Michael und Matthäus von 1513 in der Nikolaikirche in Burg auf Fehmarn.